# Paola Romano
Pour les articles homonymes, voir Romano.
Paola Romano née le 17 septembre 1951 née à Monterotondo est une peintre et sculptrice italienne.

## Biographie
Romano est née à Monterotondo, Rome. Elle a commencé sa formation artistique à Rome, où elle a suivi des cours à l'Université de Rome des Beaux-Arts (RUFA).
Elle a participé à la 54e Biennale d'Art de Venise en 2011.

## Expositions
- Museo d'arte d'Avellino[3] (Italie) avec sa sculpture Luna sospesa bianca (2011).